# Demarato de Corinto
Demarato de Corinto fue un príncipe etrusco, de la dinastía de los Baquíadas, nacido en Corinto, que vivió a mediados del siglo VII a. C. y que se dedicó al comercio, hasta que su dinastía fue expulsada por Cípselo en el año 657 a. C., estableciéndose desde entonces en Tarquinia (Etruria), donde fue bien recibido a causa de sus riquezas, concediéndosele la dignidad real.
Se casó con una etrusca y fue padre del rey de Roma, Lucio Tarquinio Prisco.